# Gjerpen

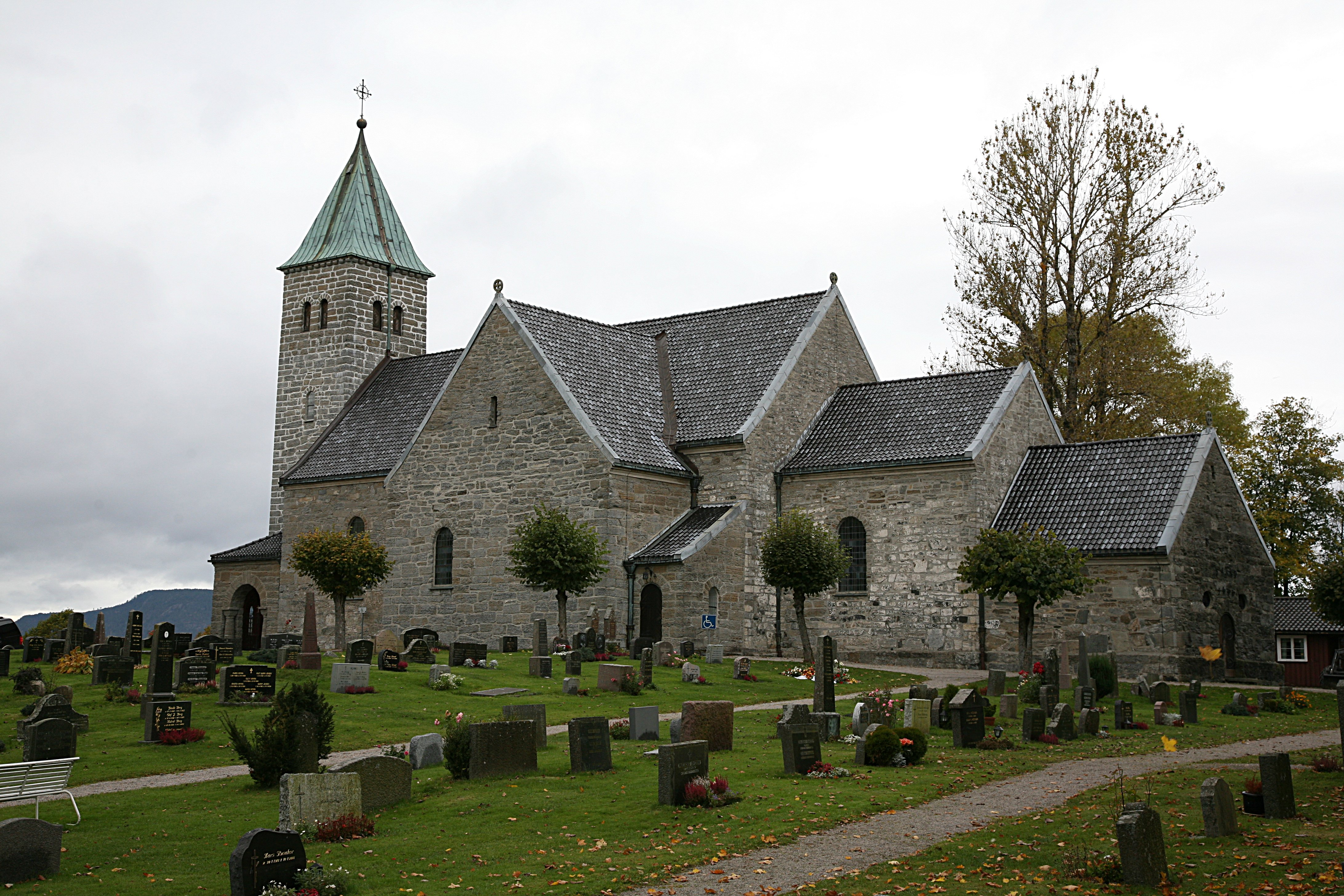
L'église de Gjerpen.

Gjerpen est une ancienne commune du comté de Telemark, en Norvège. Depuis 1964, elle est rattachée à la commune de Skien.
L'église de Gjerpen remonte au milieu du XIIe siècle.